# Karlskrona
Karlskrona (Carlscrone en français) est une ville située sur la côte sud de la Suède, dispersée sur plusieurs îles de l'archipel du Blekinge. Elle est le chef-lieu de la commune de Karlskrona et du comté de Blekinge, et est habitée par 35 212 personnes.
La ville a été fondée en 1680 par le roi Charles XI de Suède afin d'y être le siège de la marine royale suédoise et de son chantier naval, et son développement ultérieur fut ainsi fortement lié à celui de son port et de son chantier. Elle fut au milieu du XVIIIe siècle la troisième plus grande ville du pays, en grande partie grâce à la forte demande en navires liées aux conflits pour le contrôle de la mer Baltique. La stabilité politique des XIXe et XXe siècles ont entraîné un certain déclin de l'activité du chantier et de la marine, mais la ville s'est progressivement reconvertie en une ville des hautes technologies, aidée en cela par son institut de technologie fondé en 1989.
La ville a la particularité d'avoir été entièrement planifiée et construite ex nihilo, ce qui lui confère une importante cohérence architecturale, et a réussi à traverser les âges avec peu de modifications, ce qui lui a valu d’être inscrite par le Comité du patrimoine mondial de l’UNESCO sur la liste du patrimoine mondial en 1998.

## Géographie

### Localisation

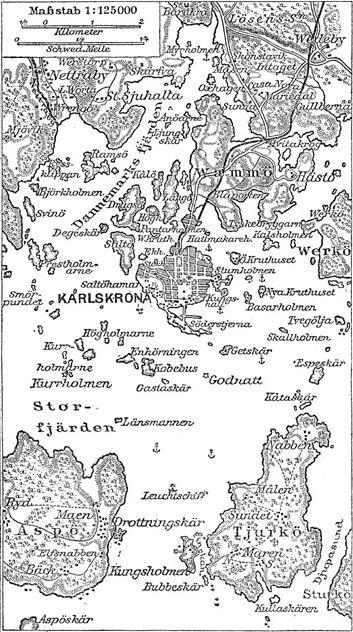
Karlskrona et son archipel.

Karlskrona est située sur la côte sud de la Suède, dans l'archipel du Blekinge. Le centre-ville est située sur l'île de Trossö et quelques petites îles environnantes, telles que Saltö, Dragsö, Björkholmen, Ekholmen, Pantarholmen et Stumholmen. Mais la ville s'est peu à peu étendue sur d'autres îles, en particulier sur la grande île de Vämö, au nord. Bien que petites, les îles possèdent une certaine dénivellation, le centre de Trossö étant par exemple à une vingtaine de mètres au-dessus du niveau de la mer.
La baie dans laquelle se situe la ville est partiellement fermée par une série d'îles, formant ainsi une protection du port. Parmi celles-ci, on peut noter Kungsholm, sur laquelle fut construit un important fort.

### Climat
La ville possède un climat tempéré par la mer Baltique, appartenant au groupe Dfb selon la classification de Köppen.
| Mois                     | jan. | fév. | mars | avril | mai  | juin | jui. | août | sep. | oct. | nov. | déc. | année |
| ------------------------ | ---- | ---- | ---- | ----- | ---- | ---- | ---- | ---- | ---- | ---- | ---- | ---- | ----- |
| Température moyenne (°C) | −0,9 | −1   | 1,4  | 5,4   | 10,6 | 14,9 | 16,3 | 15,7 | 12,2 | 8,3  | 4    | 0,7  | 7,3   |
| Précipitations (mm)      | 44   | 29,4 | 33,1 | 29,4  | 30,3 | 35,4 | 50,4 | 43,2 | 50,4 | 50,6 | 54,8 | 46,1 | 499   |

## Histoire

### Fondation

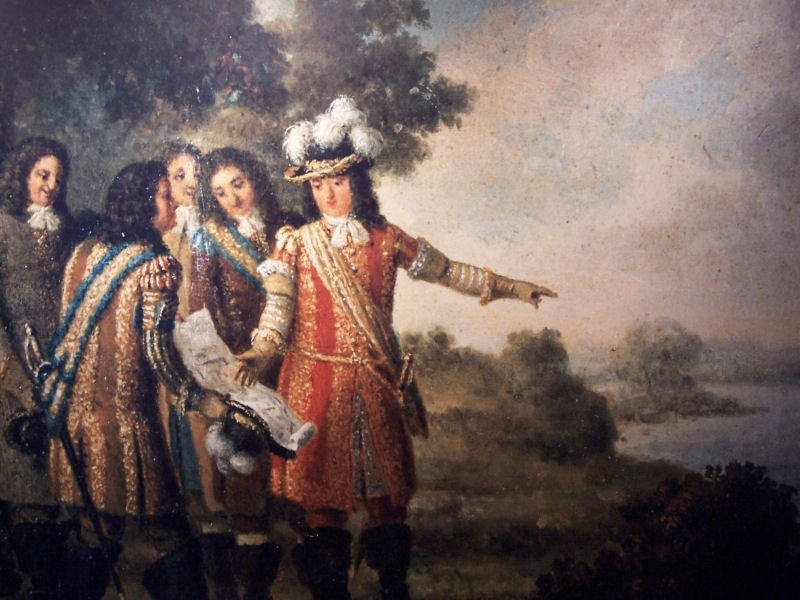
Charles XI désignant du doigt l'emplacement de la future ville en 1679.

La province de Blekinge, historiquement danoise, devint suédoise en 1658, par le traité de Roskilde. La Suède est à cette période une grande puissance, son empire s'étendant bien au-delà des frontières actuelles, occupant la Finlande, l'Estonie, la Lettonie et le nord de l'Allemagne.
Le pays avait alors besoin d'une puissante base navale. Le roi Charles XI de Suède décida alors de construire sa base à Bodekull. Il lui donna alors le statut de ville en 1664, et la ville prend alors le nom de Karlshamn (le port de Charles). Un chantier naval et une garnison y furent construits. Cependant, lors de la guerre de Scanie, en 1676, la ville capitula face aux Danois. Bien que la ville fût vite reconquise, en 1679, ceci montra au roi que l'emplacement n'était pas idéal pour y positionner sa marine, bien qu'elle fût tout à fait convenable comme port de commerce. Il fut donc décidé de chercher un nouvel emplacement.
L'île de Trossö fut finalement choisie comme site, et en 1680, le roi fonda la ville, qui s'appela Karlskrona (la couronne de Charles). La planification du site fut confiée à Erik Dahlbergh, le « Vauban suédois », et les meilleurs architectes et artisans du royaume furent amenés sur le site. Le roi retira en même temps le statut de ville aux localités voisines de Ronneby et Kristianopel, de façon à forcer les habitants à s'installer à Karlskrona. Le premier bateau construit dans le chantier naval fut lancé en 1681.

### Développement

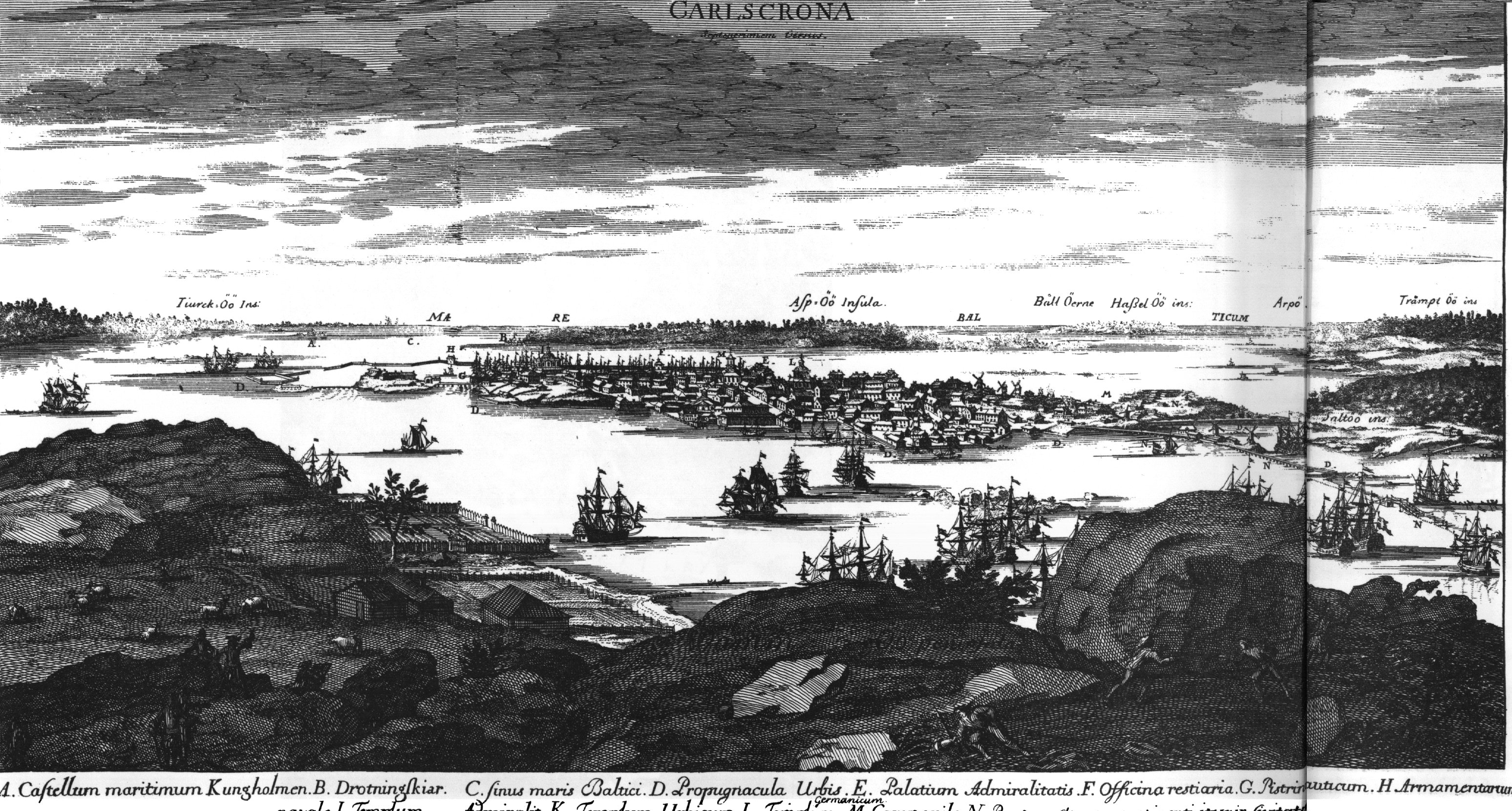
Karlskrona autour de 1700, Suecia antiqua et hodierna.

Malgré la perte d'importance du pays, ayant perdu la grande guerre du Nord (1700-1721), ainsi que la tentative ratée de revanche en 1741, la ville continua à se développer, une grande partie des dépenses publiques étant toujours allouée aux dépenses militaires. Si la construction ralentit quelque peu au milieu du XVIIIe siècle, elle reprend de plus belle après le coup d'état de Gustave III de Suède en 1772. Le roi tenta de récupérer la grandeur d'antan du pays, et ceci impliquait en particulier une puissante flotte, et ce qui signifiait une nouvelle phase de croissance pour Karlskrona, qui devient la troisième plus grande ville du pays. Le talentueux Frédéric Henry de Chapman fut chargé du chantier naval. La flotte suédoise s'illustra à de nombreuses reprises comme durant la bataille de Neuwarp, ou encore la bataille de Svensksund (1790), qui fut l'une des plus grandes batailles navales de l'histoire. C'est aussi en 1790 que la ville subit un important incendie, dans lequel plus de 400 bâtiments furent détruits, mais reconstruits par la suite. La perte de la Finlande durant la guerre de Finlande marqua la fin de l'empire suédois.

### Ère de paix

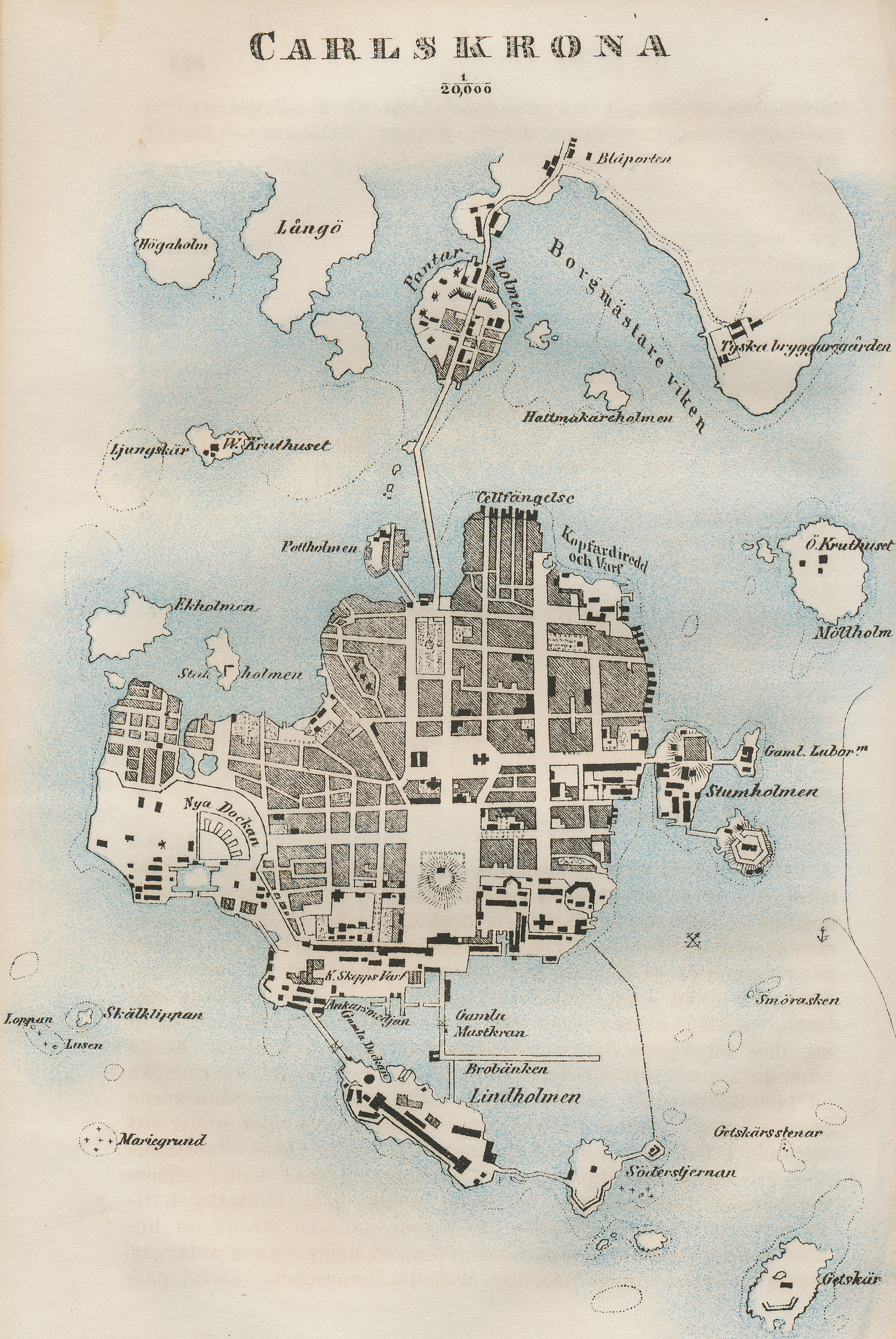
Carte de Karlskrona autour de 1850.

La paix qui s'installa ensuite en Suède signifia une perte d'importance pour la ville, malgré le maintien de la marine dans la ville. De plus, la marine était une institution très conservatrice, et ce n'est par exemple que très tardivement que le métal remplaça le bois dans la construction des bateaux. Le centre-ville changea très peu au cours des XIXe et XXe siècles, à part l'arrivée du chemin de fer en 1874. Le port fut modernisé avec la Seconde Guerre mondiale, avec en particulier des installations anti-aériennes.
La ville commença à diversifier ses activités, avec le développement d'industries à partir de 1930, et vers la fin du XXe siècle un nouveau développement axé sur les hautes technologies. Le port naval fut inscrit par le Comité du patrimoine mondial de l’UNESCO sur la liste du patrimoine mondial en 1998.

## Population et société

### Démographie
Bien que Karlskrona ait été fondé en 1680, elle est déjà en 1690 une ville importante, avec plus de 4 000 habitants. Par la suite, le chantier naval en expansion maintiendra une importante croissance, permettant à Karlskrona d'être la troisième plus ville de Suède la plus peuplée, de taille comparable à Göteborg. Malgré le maintien de la marine suédoise sur le site, la ville connaît ensuite une stagnation, avec une légère reprise depuis 1990.
| 1690  | 1730  | 1770   | 1810   | 1850   | 1890   | 1930   | 1950   | 1960   |
| ----- | ----- | ------ | ------ | ------ | ------ | ------ | ------ | ------ |
| 4 064 | 8 300 | 10 200 | 10 639 | 14 097 | 20 613 | 25 491 | 31 579 | 30 642 |

| 1965   | 1970   | 1975   | 1980   | 1990   | 1995   | 2000   | 2005   | 2010   |
| ------ | ------ | ------ | ------ | ------ | ------ | ------ | ------ | ------ |
| 31 062 | 33 873 | 33 414 | 32 223 | 30 091 | 31 597 | 32 077 | 32 606 | 35 212 |

### Éducation

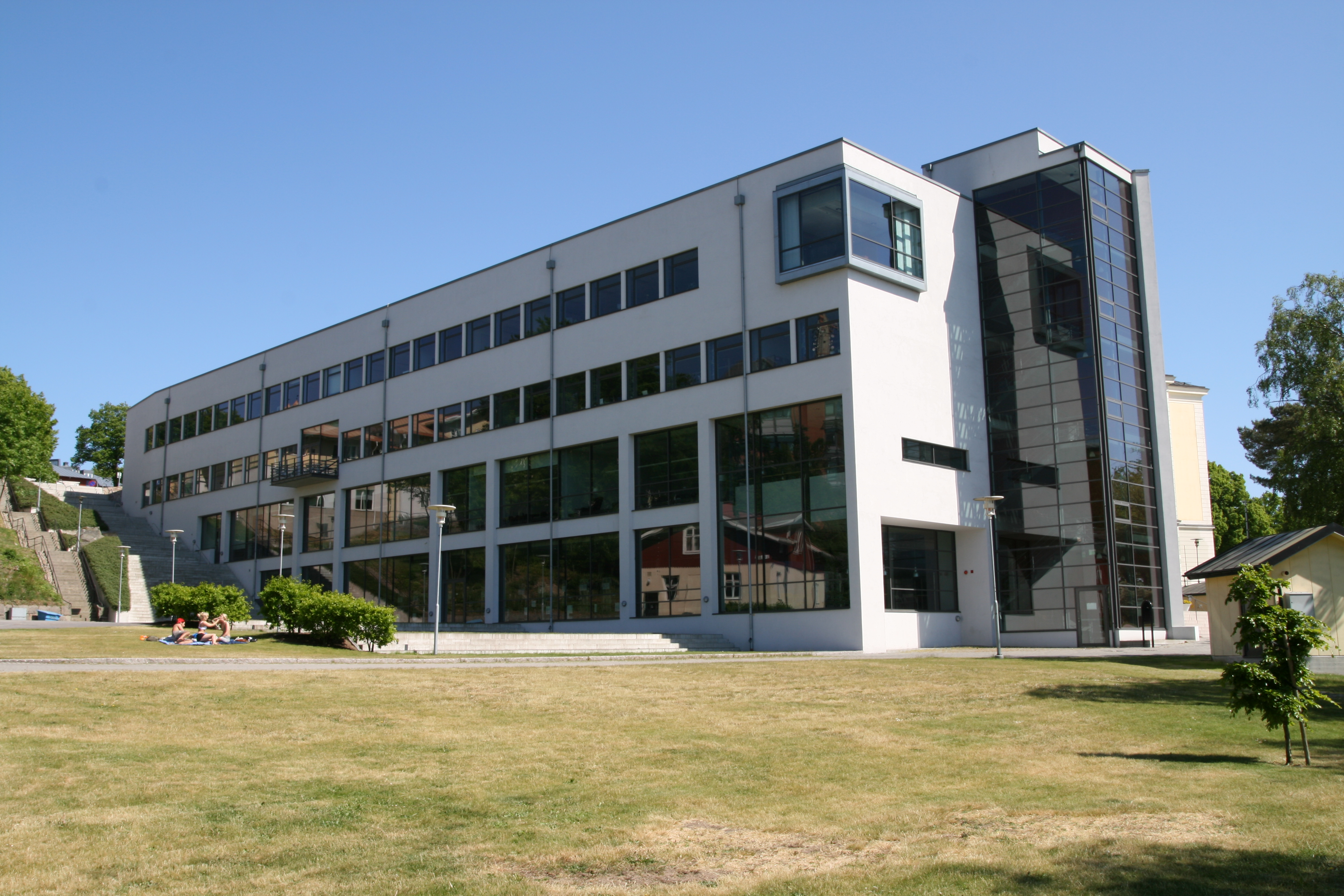
La bibliothèque de Blekinge tekniska högskola.

La ville constitue le campus principal de Blekinge tekniska högskola, un Institut de technologie fondé en 1989, qui fait partie des rares högskolor (collèges universitaires) suédois ayant le droit de délivrer un diplôme de doctorat, ayant donc un statut assez similaire à celui d'une véritable université. L'institut emploie près de 600 personnes et accueille environ 8 000 étudiants.

### Santé
La ville est le site de l'hôpital Blekingesjukhuset Karlskrona, situé au nord de la ville, sur l'île de Vämö. Il fut créé en 1976, et emploie environ 5 000 personnes.

### Personnalités liées à la ville
- Louis Palander (1842-1920), navigateur.
- Ottilia Adelborg (1855-1936), artiste peintre, illustratrice et autrice pour enfants.
- Hjalmar Johansson (1874-1957), plongeur, champion olympique en 1908.
- Lars Hall (1927-1991), champion olympique de pentathlon en 1952.

## Économie
Le plus important employeur de la ville est aujourd'hui encore la marine. En revanche, le chantier naval, géré par Kockums et employant 190 personnes, connaît d'importantes difficultés. Récemment, la ville a misé son développement sur les hautes technologies, en étroite collaboration avec l'institut technologique du Blekinge, organisés dans un réseau appelé « Telecom city ». Ericsson et Telenor sont maintenant parmi les principales entreprises de la ville, avec plus de 500 employés chacune.

## Transport
Du fait de sa position particulière, Karlskrona n'est pas un nœud du réseau de transport suédois, mais est tout de même bien desservie.

### Transport routier
La ville se situe à proximité de la route européenne 22, à laquelle elle est reliée par une petite portion d'autoroute, faisant partie de la route nationale 28. La E22 relie les principales villes du sud de la Suède, telles que Malmö, Lund, Kristianstad, puis monte le long de la côte est vers Kalmar et Norrköping. La route nationale 28, elle, relie la Karlstad à Emmaboda.

### Transport ferroviaire

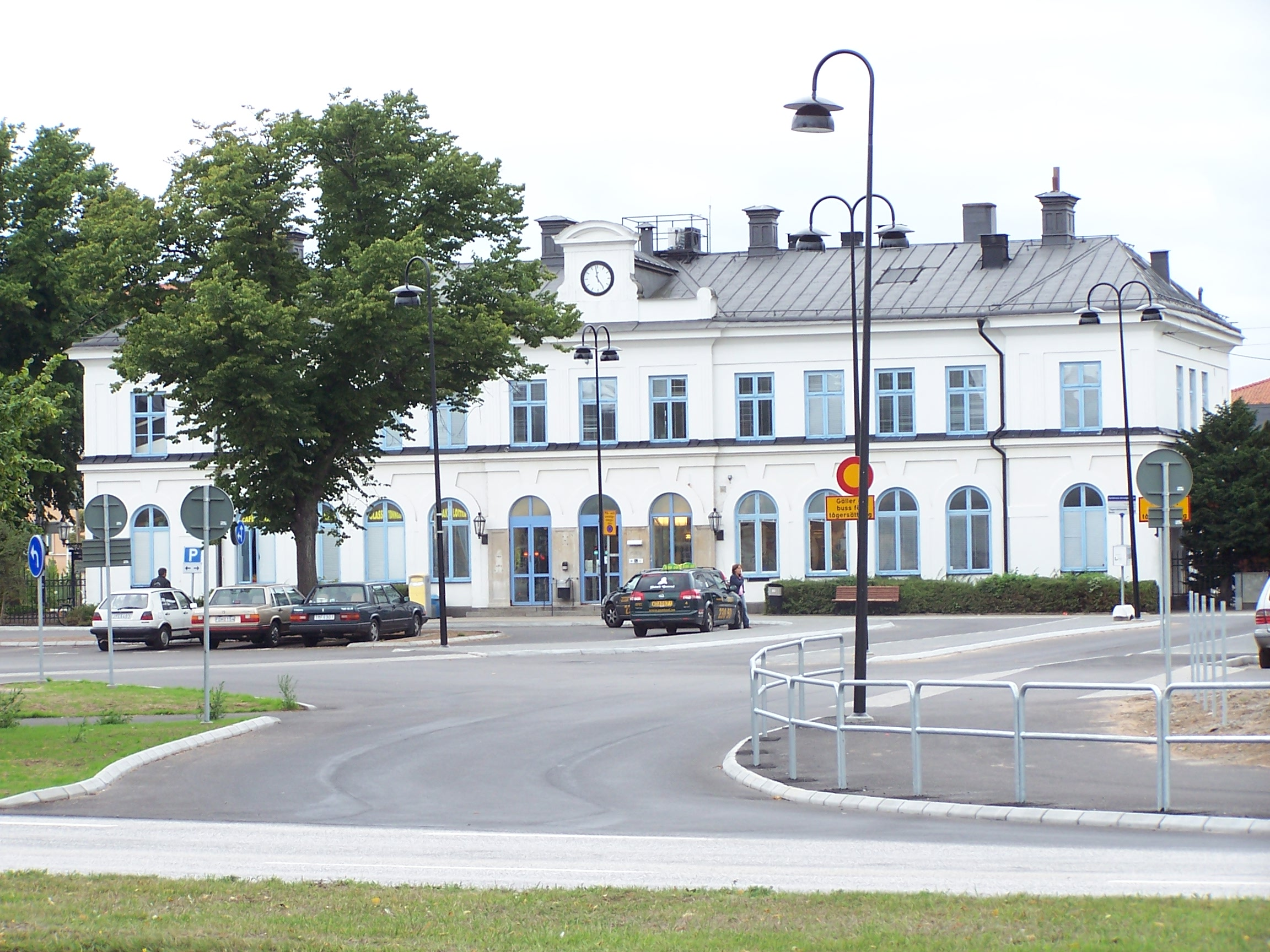
La gare centrale de Karlskrona.

La ville étant l'une des plus importantes de Suède, avec en particulier un important chantier naval, le besoin de chemin de fer était grand. La ville reçut sa première ligne de chemin de fer en 1874, la reliant à Växjö, qui était elle-même reliée depuis 1865 à la ligne principale Södra stambanan. La ligne aboutissait alors au nord du centre ville de Karlskrona. Le chantier naval, plus au sud, fut relié en 1888, grâce à une ligne souterraine de deux kilomètres, mais la ligne ferma en 1990. Cette ligne fait maintenant partie de la Kust till Kust banan, reliant Göteborg et Karlstad. La ville reçut une nouvelle ligne de chemin de fer en 1889, lorsque la future Blekinge kustbana, reliant Kristianstad à Karlskrona, fut construite.

### Transport maritime
Il existe une liaison ferry régulière entre Karlskrona et Gdynia en Pologne, assurée par la compagnie Stena Line, avec en moyenne deux aller-retour par jour. Cette ligne transporte près de 500 000 personnes par an. Le port de Karlskrona dessert aussi l'archipel de Blekinge.

### Transport aérien
L'aéroport le plus proche de la ville est l'aéroport de Ronneby, près de Ronneby, avec des vols réguliers vers Stockholm (Bromma et Arlanda). 191 168 personnes ont transité par cet aéroport en 2009

## Culture et patrimoine

### Patrimoine architectural
Karlskrona a conservé quasiment intacts ses bâtiments et son tracé depuis sa fondation.
Lorsque la ville fut fondée en 1680, elle fut avant tout pensée comme une ville militaire, avec de nombreuses défenses et fortifications exploitant la topographie particulière de la ville. Certaines fortifications étaient situées sur l'île principale (Trossö) telles que le Bastion Aurora, construit au début du XVIIIe siècle, mais une grande partie était située sur les îles proches (Ljungskär, Mjölnareholmen, GodnattKoholmen et Kurrholmen) ou plus lointaines, telles que les îles refermant la baie, avec en particulier l'importante forteresse de Kungsholmen et son port circulaire.

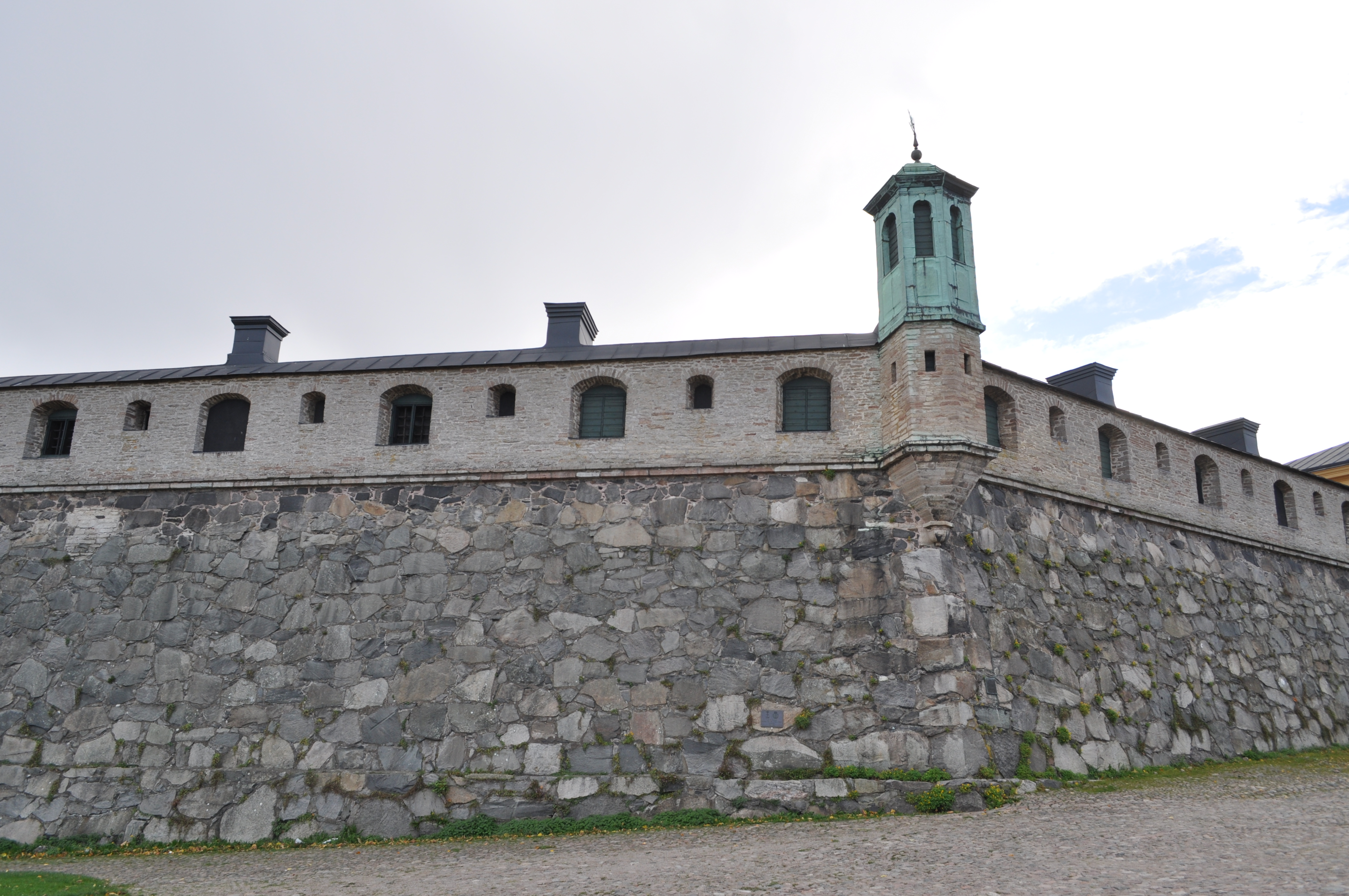
Bastion Aurora.
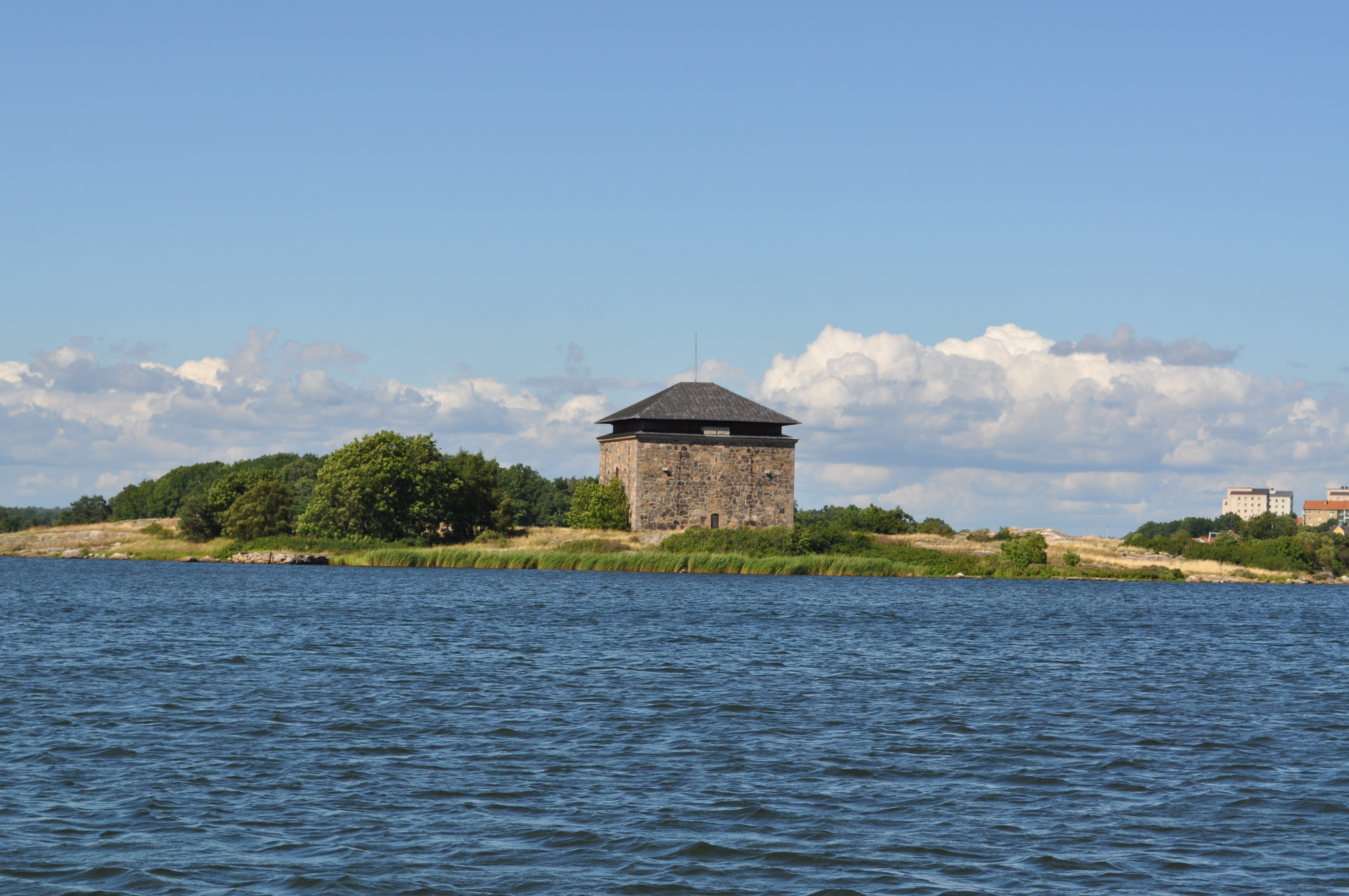
Västra kruthuset.

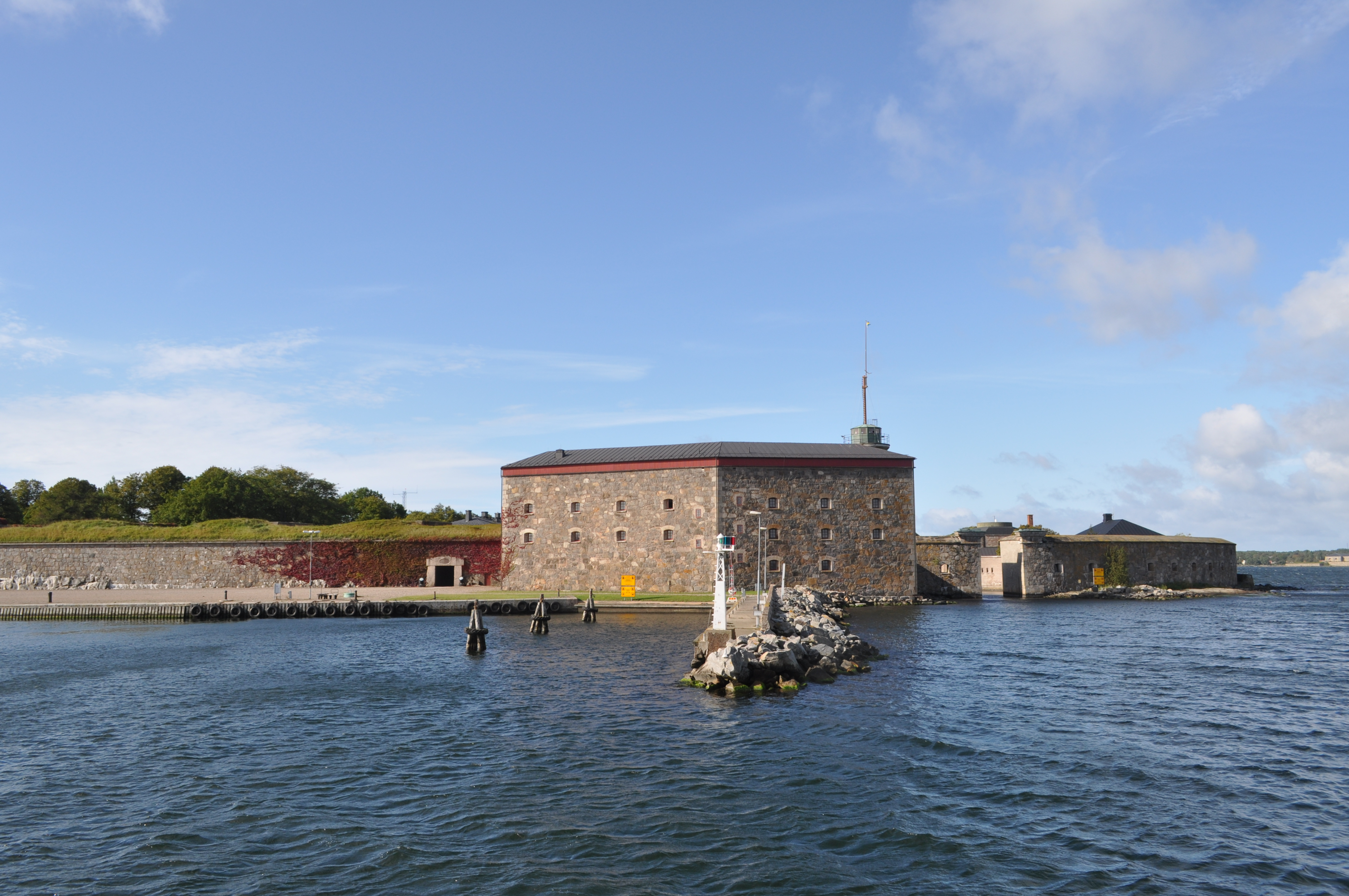
Le fort de Kungsholmen.
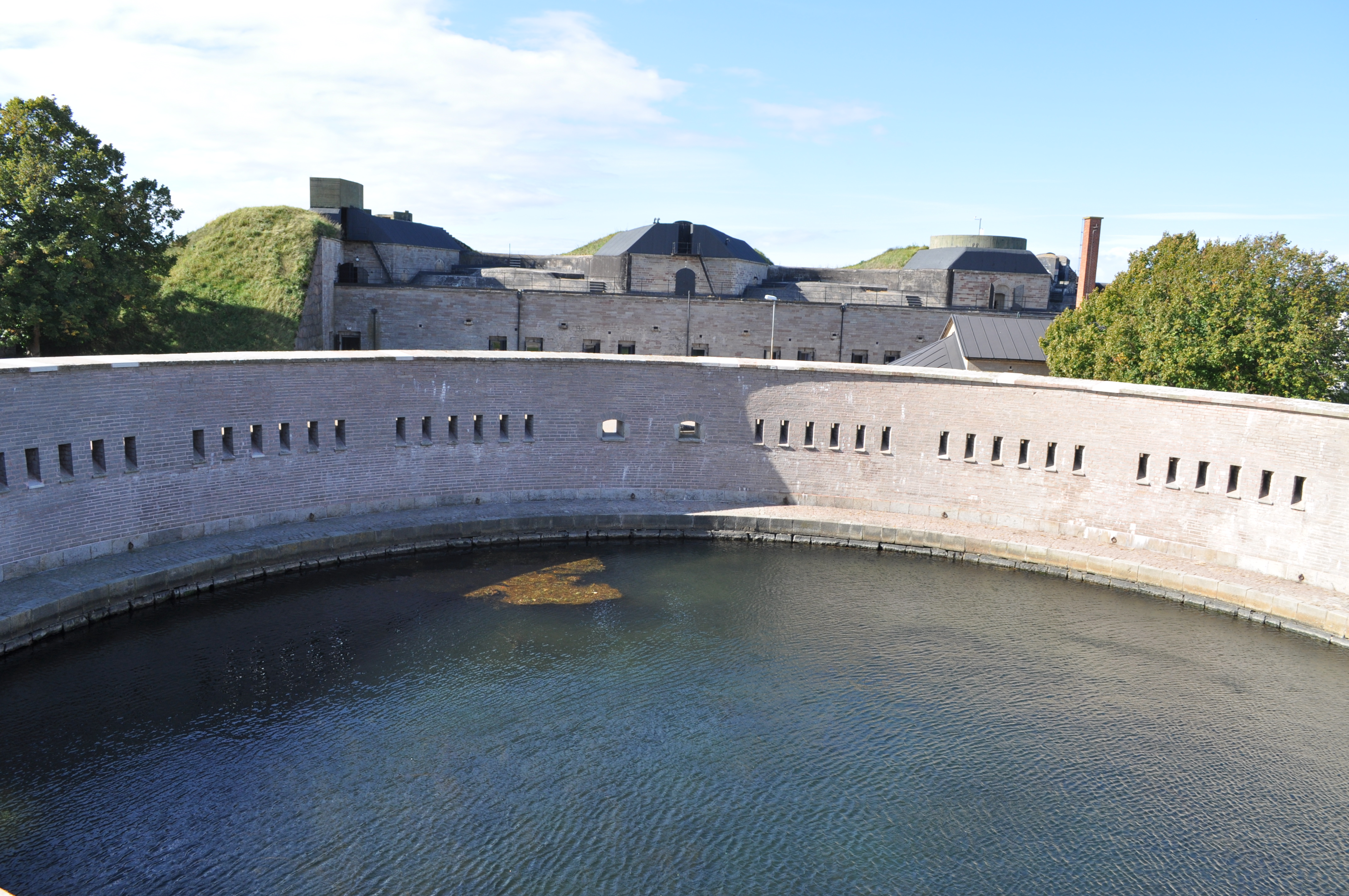
Le port circulaire de Kungsholmen.

Mais la partie civile de la ville fut elle aussi planifiée avec soin. Elle possède un plan hippodamien, avec cependant certaines rues diagonales, créées à cause du relief du centre-ville. Nicodème Tessin l'Ancien fut principal responsable du dessin des bâtiments, et il donna à la ville un style baroque très homogène.
Le bâtiment central de la ville est l'église Fredrikskyrkan, construite dans les années 1690, sur la place principale, qui est aussi le point culminant de l'île. Plusieurs autres églises se trouvent dans la ville, comme l'église de la Sainte-Trinité, construite pour les Allemands de la ville en 1709, ou encore Amiralitetskyrkan, consacrée en 1685.

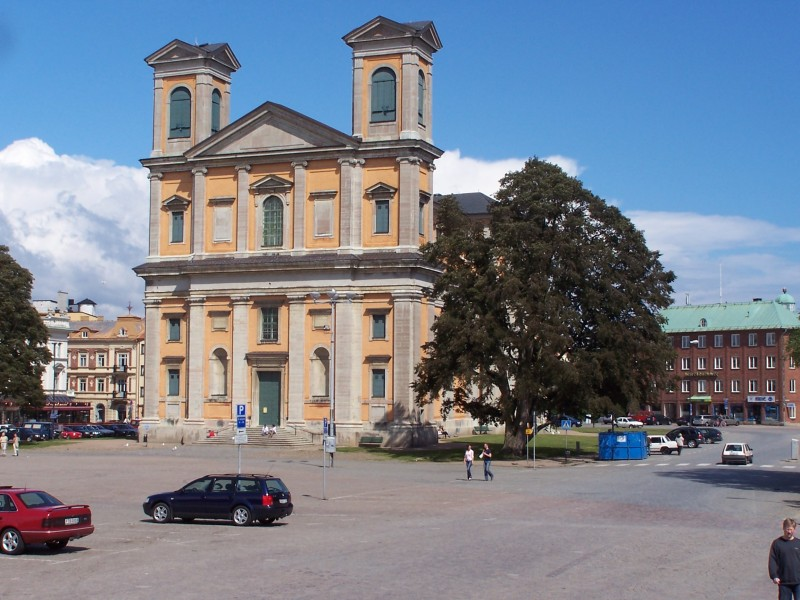
L'église Fredrikskyrkan.
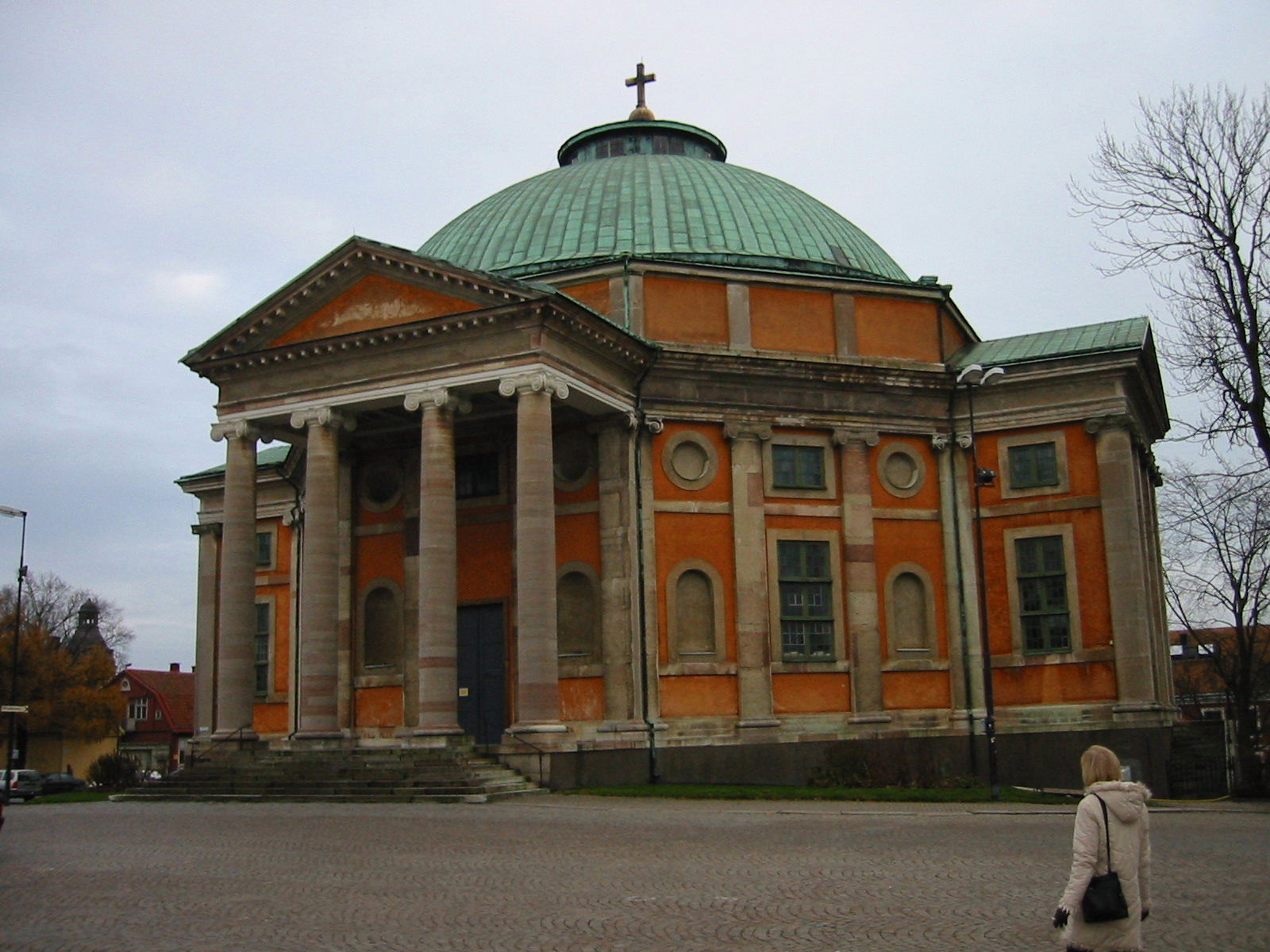
Église de la Sainte-Trinité.
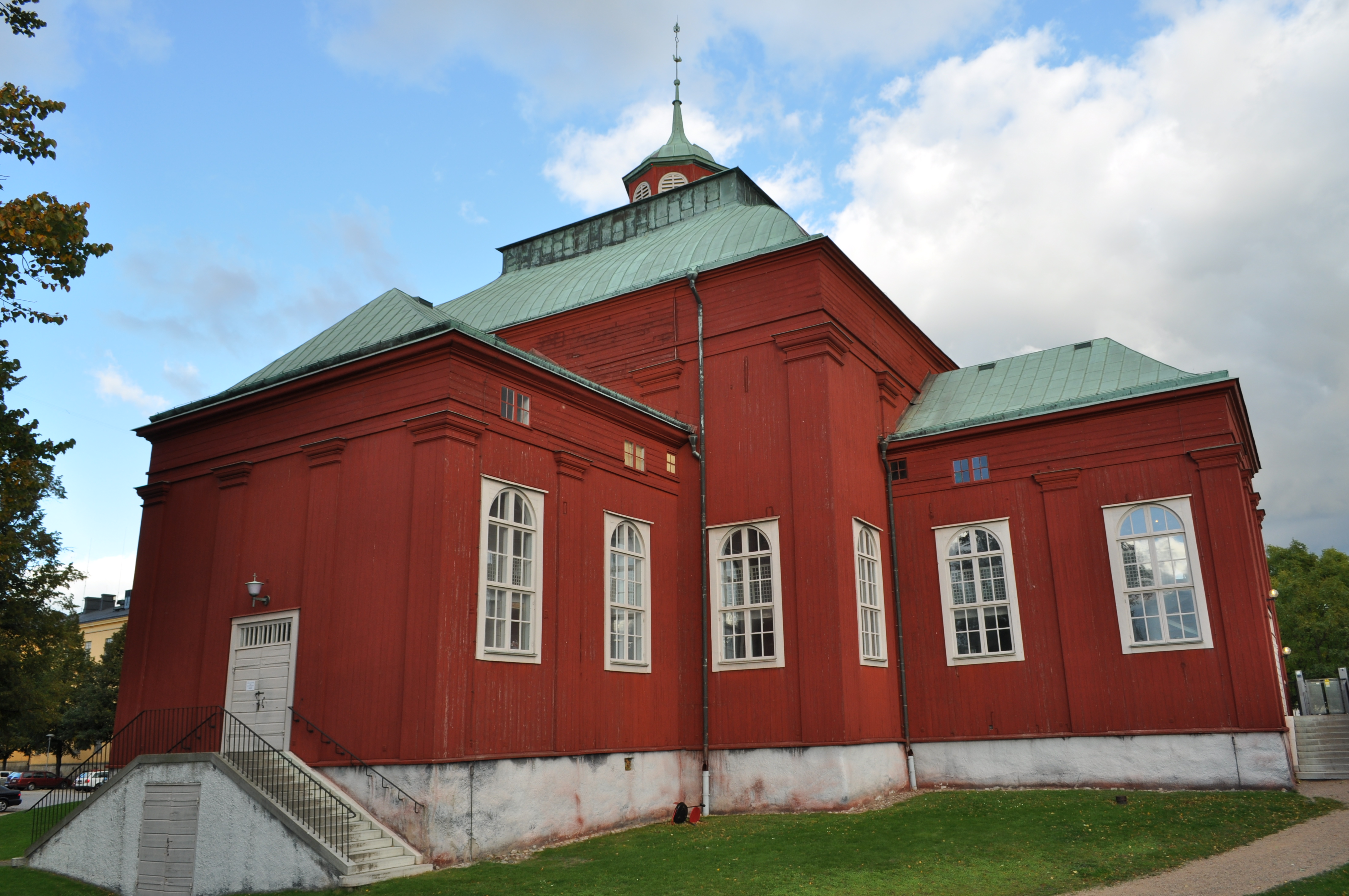
Amiralitetskyrkan.

Devant l'église Amiralitetskyrkan se trouve la statue de Rosenbom, rendue célèbre par le livre pour enfant Le Merveilleux Voyage de Nils Holgersson à travers la Suède de Selma Lagerlöf dans lequel la statue raconte l'histoire de la ville à Nils. Près de l'église se situe aussi la tour Admiralstorn, datant de 1699, servant à l'origine à indiquer l'heure pour les ouvriers du chantier naval, mais utilisée depuis 1909 comme clocher pour l'église.

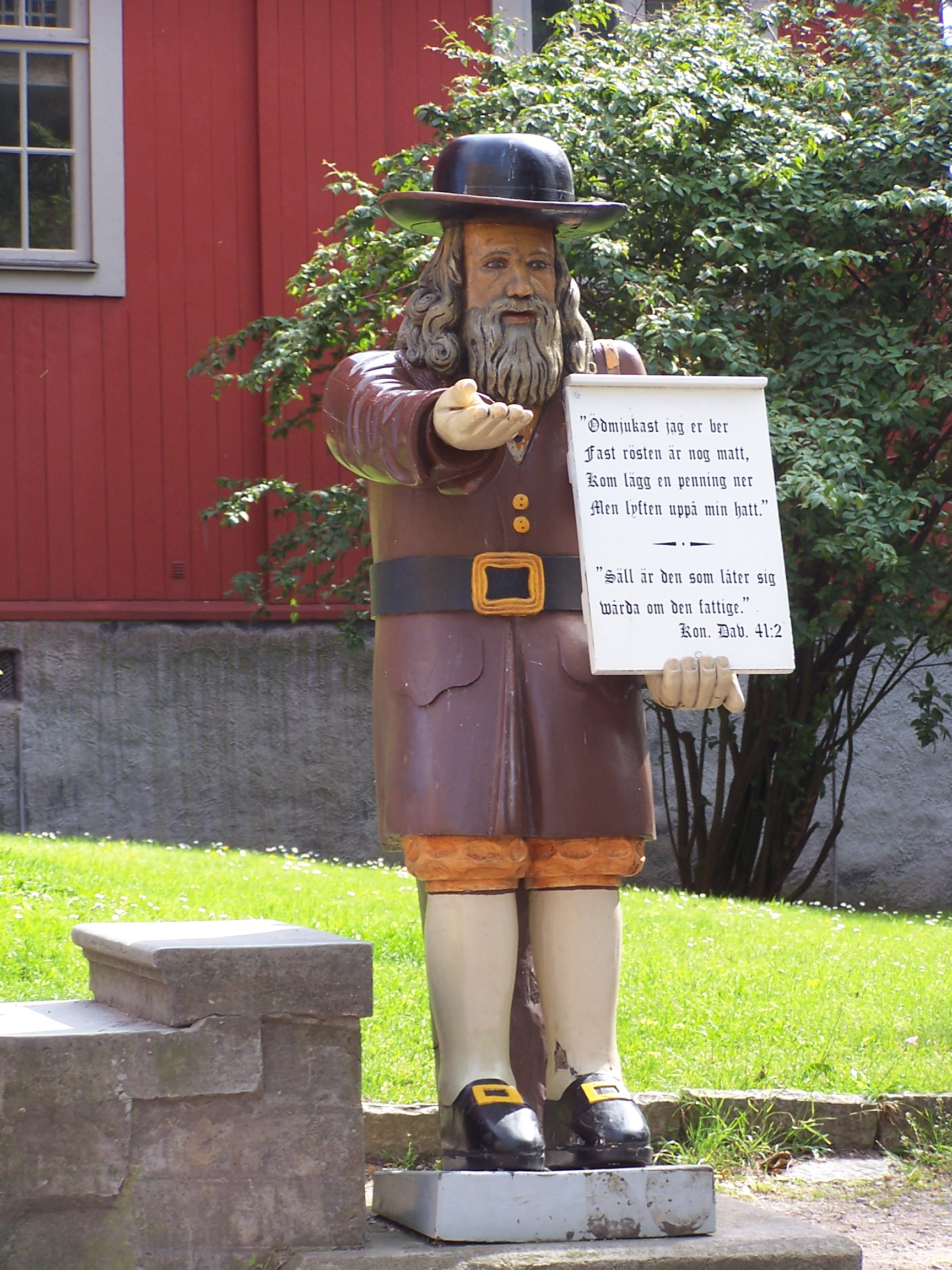
La statue de Rosenbom.
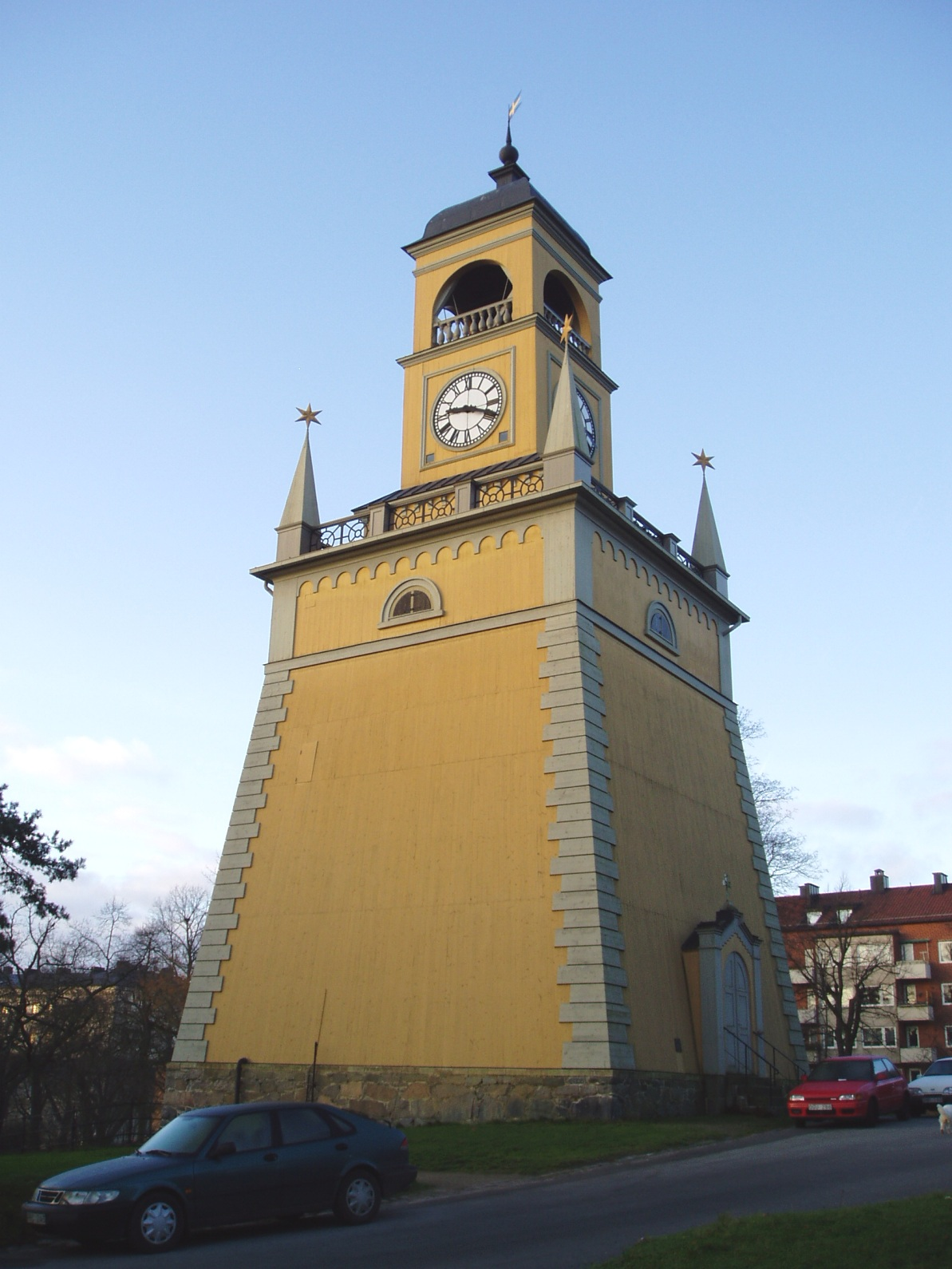
Admiralstorn.

Enfin, la ville possède quelques bâtiments plus récents, tels que la salle des modèles, ayant accueilli entre 1780 et 1920 des modèles de bateaux, transférés depuis au musée de la marine, ou l'hôtel de ville construit après l'incendie de 1790. Enfin, notons le bâtiment du comté (Länsresidenset) construit entre 1909 et 1911.

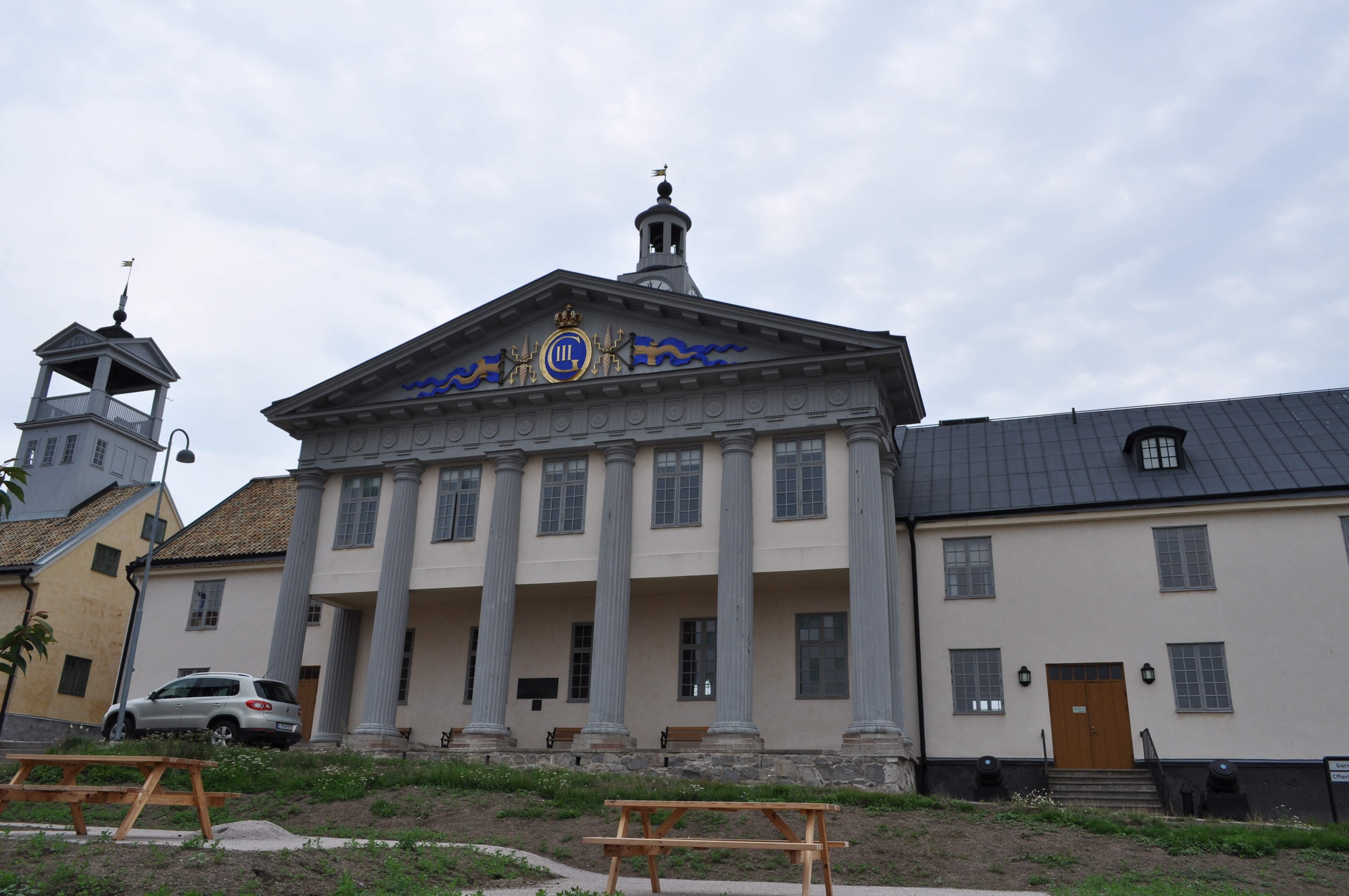
La salle des modèles.
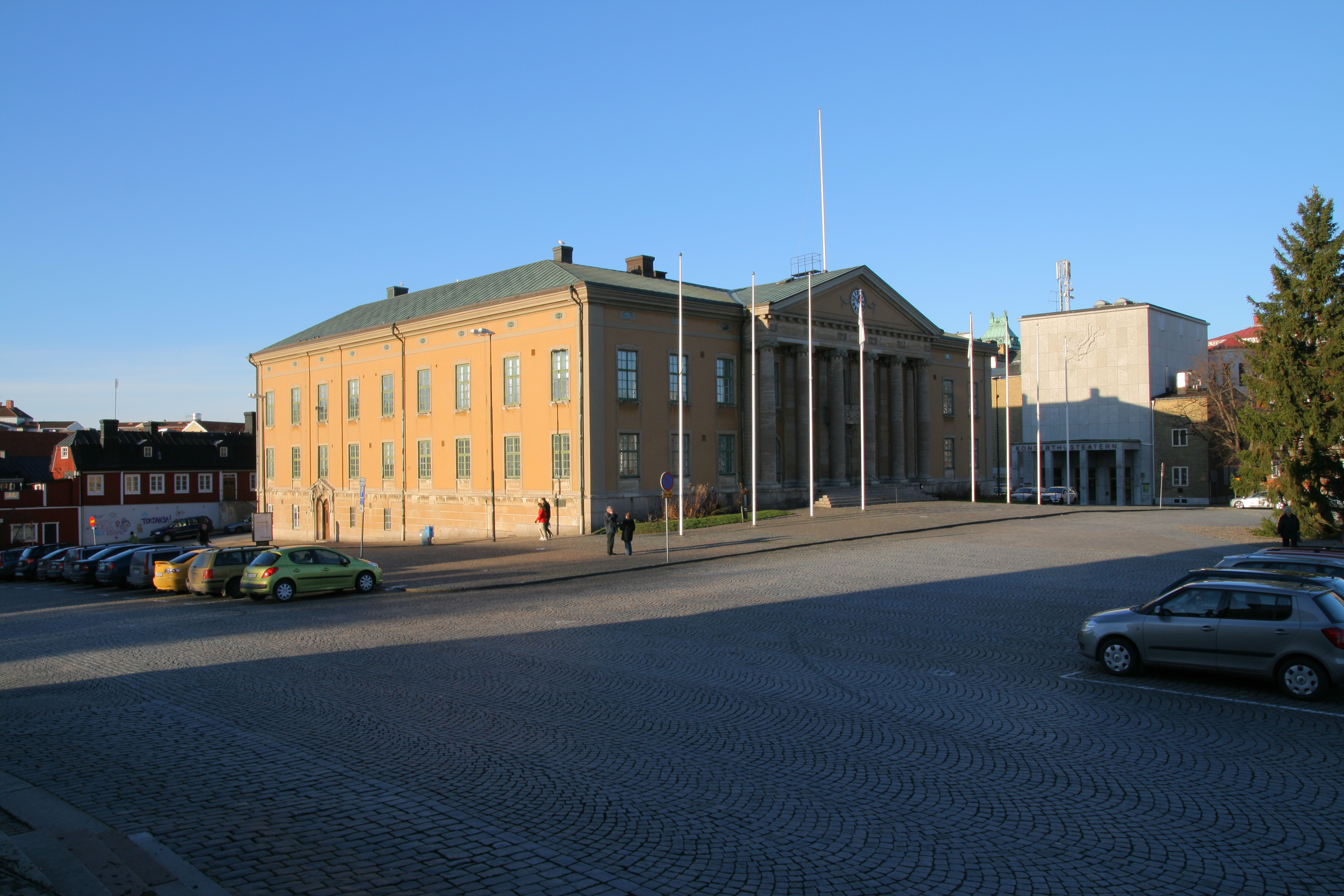
L'hôtel de ville.
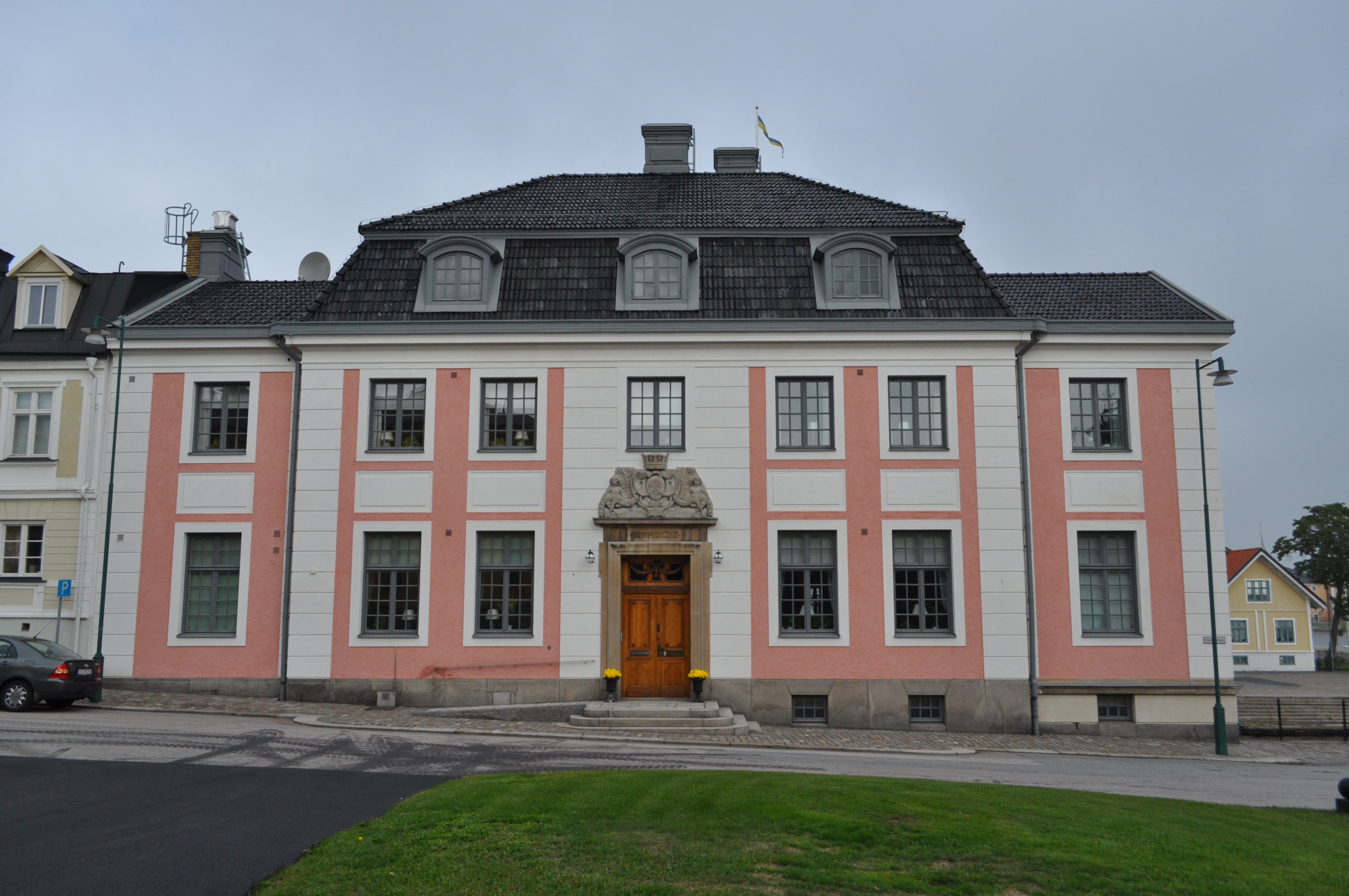
Länsresidenset.

### Musées

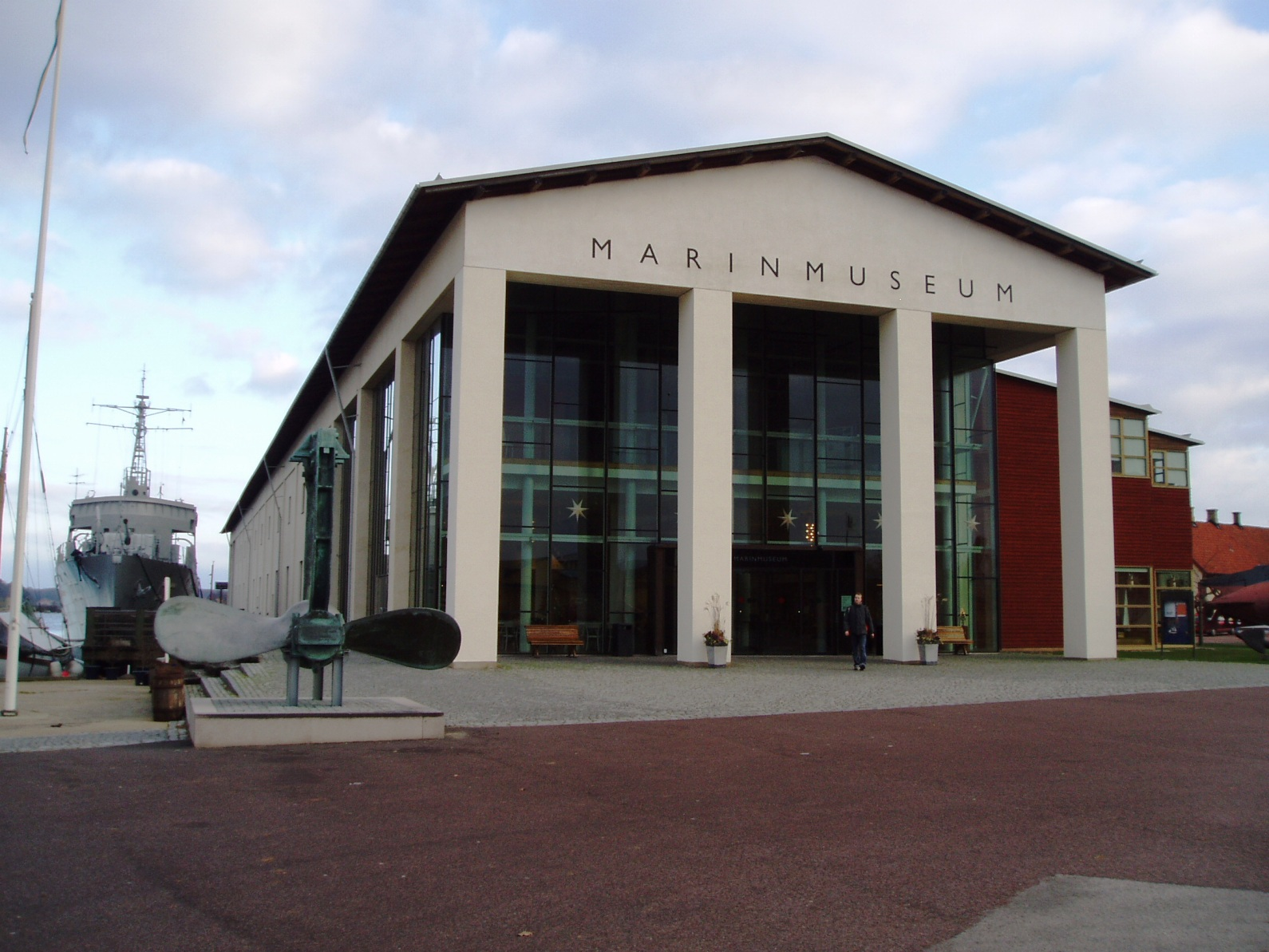
Le musée de la marine.

Le musée le plus visité de la ville est le musée de la marine, avec 186 960 visiteurs en 2008. Le musée a pour origine la salle des modèles créée en 1752 par Adolphe-Frédéric de Suède, dans laquelle étaient stockés plusieurs modèles de bateaux afin de tester différents types de structures. De nos jours, ces modèles forment encore le cœur de la collection du musée, mais le musée retrace aussi l'histoire de la marine royale suédoise.
La ville abrite aussi le musée du Blekinge, avec 82 443 visiteurs en 2008.

### Bibliothèque
La commune compte une bibliothèque ouverte en 1794.